# Laura di Costantinopoli
Laura di Costantinopoli, al secolo Teodolinda Trasci (... – Costantinopoli, 29 maggio 1453), è stata una religiosa bizantina, badessa del suo monastero in Costantinopoli, ove morì martire durante l'invasione musulmana; è venerata come santa dalla Chiesa cattolica unitamente alle cinquantadue consorelle martirizzate.

## Biografia
Scarni sono i dati sulla vita di santa Laura da Costantinopoli. Sappiamo che nacque in una famiglia della piccola nobiltà greca e il suo nome era Teodolinda Trasci: suo padre Michele era un soldato mentre sua madre Elena apparteneva alla famiglia albanese dei Pulati.
Sin da giovane, su spinta della famiglia, abbracciò la vita religiosa ed ascetica unitamente alle sue sorelle, divenendo monaca trinitaria e mutando il proprio nome in Laura. Divenuta badessa del proprio monastero in Costantinopoli condusse una vita umile e pia, distinguendosi tra le proprie consorelle.

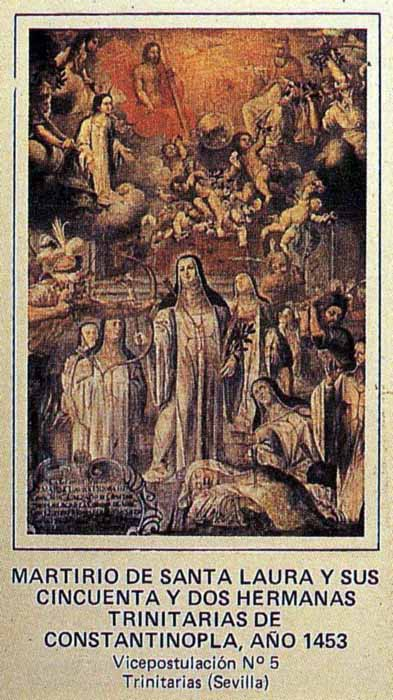
Santa Laura di Costantinopoli. Olio su tela del XVII secolo. Suore Trinitarie di Siviglia, Spagna.

Durante l'invasione turca del 1453 che segnò la caduta di Costantinopoli venne martirizzata dai turchi che occuparono la città unitamente a tutte le sue cinquantadue consorelle, tra cui si ricordano Lucia, e le sue stesse sorelle Eudocia e Giovanna. Uccise a colpi di frecce e mai rinnegando la propria fede, tra gli attributi di santa Laura vi sono proprio la palma e le frecce.

## Culto
Laura di Costantinopoli è considerata santa dalla devozione popolare, ma non compare nel Martirologio Romano, né risulta alcun tipo di culto riconosciuto.